# 1995 VP
1995 VP är en asteroid i huvudbältet som upptäcktes den 3 november 1995 av den japanska astronomen Takao Kobayashi vid Ōizumi-observatoriet.
Asteroiden har en diameter på ungefär 7 kilometer.